# Ondić
Ondić falu Horvátországban, Lika-Zengg megyében. Közigazgatásilag Udbinához tartozik.

## Fekvése
Korenicától légvonalban 30 km-re, közúton 36 km-re délre, községközpontjától légvonalban 5 km-re, közúton 7 km-re délre, a Korbavamezőn, a Zágrábot Splittel összekötő 1-es számú főút mentén fekszik.

## Története
Az egykori Korbávia délnyugati részén négy nagyobb mező található, amelyeken a török uralom előtti időben jelentős települések fejlődtek ki. Ezek egyike az Ondići-mező volt. A mai Ondić falu a török idők óta létezik, ahol az 1685–1699 dúlt háborúig együtt éltek szerbek és muzulmánok. Ekkor a harcok kezdetekor lakossága elmenekült, majd már 1698-ban megkezdődött a szerbek betelepülése. Martin Brajković zenggi püspök 1700-ban kelt feljegyzése szerint a faluban pravoszlávok telepedtek le. Az 1712-es összeírás szerint lakosságát a kosinji Uzelac, a brlogi Bjelobaba, a brinjei Mirković, a knini Mirilović, az otocsáni Crnković családok, utóbbiak katolikusok, Lončari településrészen pedig a brinjei Lončari és Ajduković, a knini Krtinić és a plaški Radočaj családok alkották.
A falunak 1857-ben 400, 1910-ben 597 lakosa volt. A trianoni békeszerződés előtt Lika-Korbava vármegye Udbinai járásához tartozott. Ezt követően előbb a Szerb-Horvát-Szlovén Királyság, majd Jugoszlávia része lett. 1991-ben teljes lakossága szerb nemzetiségű volt, akik a közeli Mutilić parókiájához tartoztak. A falunak 2011-ben 40 lakosa volt.

## Lakosság
| Lakosság változása | Lakosság változása | Lakosság változása | Lakosság változása | Lakosság változása | Lakosság változása | Lakosság változása | Lakosság változása | Lakosság változása | Lakosság változása | Lakosság változása | Lakosság változása | Lakosság változása | Lakosság változása | Lakosság változása | Lakosság változása |
| ------------------ | ------------------ | ------------------ | ------------------ | ------------------ | ------------------ | ------------------ | ------------------ | ------------------ | ------------------ | ------------------ | ------------------ | ------------------ | ------------------ | ------------------ | ------------------ |
| 1857               | 1869               | 1880               | 1890               | 1900               | 1910               | 1921               | 1931               | 1948               | 1953               | 1961               | 1971               | 1981               | 1991               | 2001               | 2011               |
| 400                | 431                | 384                | 538                | 626                | 597                | 578                | 553                | 286                | 307                | 308                | 221                | 167                | 135                | 10                 | 40                 |